# Karl Feige (Sportwissenschaftler)
Karl Feige (* 6. Dezember 1905 in Berlin; † 3. September 1992 in Gießen) war Sportwissenschaftler. Er war einer der Gründer der deutschen Sportpsychologie.

## Leben
Nach dem Abitur an der VI. Oberrealschule in Berlin studierte Feige an der Universität in Berlin Psychologie, Musikwissenschaft, Pädagogik, Philosophie und an der Deutschen Hochschule für Leibesübungen von 1928 bis 1931. Nach dem Diplomexamen als Turn- und Sportlehrer an der Deutschen Hochschule für Leibesübungen 1931 bei Carl Diem wechselte er an die Universität Rostock, wo er einerseits Wissenschaftlicher Angestellter am Institut für Leibesübungen und andererseits Doktorand war. Die Promotion in Psychologie, Philosophie und Pädagogik schloss er 1934 in Rostock am Institut für Pädagogische Psychologie ab. 1935 und 1936 war er Oberassistent und Institutsleitung an der Universität Greifswald, 1936 Wassersportbeauftragter der Reichsakademie für Leibesübungen. Durch diese beiden Tätigkeiten hatte er Kontakte zur Reichswehr bzw. zur Wehrmacht, die noch als Schwarze Reichswehr den Hochschulsport im Segeln und Segelfliegen durch das Bereitstellen von Boten und Segelflugzeugen gefördert hatte. Nach langjähriger Mitgliedschaft in der SA (kurzzeitig auch SS) beantragte Feige am 26. Juli 1937 die Aufnahme in die NSDAP und wurde rückwirkend zum 1. Mai desselben Jahres aufgenommen (Mitgliedsnummer 4.825.940), damit waren für Feige die Voraussetzungen erfüllt von 1937 bis 1945 Direktor des IfL der Universität Jena zu werden. Hier nutzte er seine Reichswehrkontakte und gründete unmittelbar eine Segelflugabteilung. Ab Herbst 1938 war er Marineoffizier, der aber immer wieder in Jena nach dem Rechten sah, da er von seiner Direktorenstelle nur im dienstlichen Interesse beurlaubt war. Als Marineangehöriger ruhte seine NSDAP-Mitgliedschaft. Feige kehrte 1940 noch einmal für einige Monate nach Jena zurück, bevor er als Marinepsychologe und später als Leiter der Ausbildung für Leibesübungen der Marineärztlichen Akademie im Januar 1940 nach Kiel und 1941 nach Tübingen versetzt wurde. 1946 wurde Feige kommissarischer Leiter des Instituts für Leibesübungen an der Universität Kiel. 1947 als Mitläufer entnazifiziert, wurde ihm die Institutsleitung (allerdings als Angestellter) übertragen. 1959 wurde er zum Studiendirektor (und nun auch Beamter) ernannt, 1965 wurde er Oberstudiendirektor am IfL in Kiel bis zu seinem Ruhestand 1970. Feige verstarb 1992 bei der Jahrestagung der von ihm mitgegründeten Arbeitsgemeinschaft für Sportpsychologie in der Bundesrepublik Deutschland (asp).

## Ehrungen
- 1979: Honorarprofessor der Universität Kiel
- 1986: Bundesverdienstkreuz am Bande des Verdienstordens der Bundesrepublik Deutschland
- Seit 1997 vergibt die asp alle zwei Jahre den Karl-Feige-Ehrenpreis für die beste wissenschaftliche Nachwuchsarbeit in der Sportpsychologie.